# Galeșu
Cosaci – wieś w Rumunii, w okręgu Ardżesz, w gminie Brăduleț. W 2011 roku liczyła 475 mieszkańców.